# Jean-Jacques Bertrand (sciatore)
Jean-Jacques Bertrand detto Jean-Jack (Parigi, 20 dicembre 1956) è un ex sciatore alpino e sciatore di velocità francese.

## Biografia
Specialista delle prove veloci originario di Val-d’Isère, Bertrand ottenne l'unico piazzamento in Coppa del Mondo il 1º febbraio 1975 a Megève in combinata (9º) e vinse il titolo nazionale in discesa libera nel 1975 e nel 1976. Terminata la carriera nello sci alpino nel 1978, si dedicò allo sci di velocità, disciplina all'epoca della sua carriera non ancora regolamentata dalla Federazione internazionale sci: vinse il titolo mondiale non ufficiale nel 1979 e quello francese nel 1991. Non prese parte a rassegne olimpiche.

## Palmarès

### Sci alpino

#### Coppa del Mondo
- Miglior piazzamento in classifica generale: 58º nel 1975

#### Campionati francesi
- 2 ori (discesa libera nel 1975; discesa libera nel 1976)[1][2]

### Sci di velocità

#### Mondiali
- 1 oro (nel 1979), non ufficiale[2]

#### Campionati francesi
- 1 oro (nel 1991)[2]